# Cortes de Monzón (1435)
Las Cortes Generales de la Corona de Aragón de Monzón de 1435 fueron convocadas por la reina María de Castilla con carácter de urgencia el 15 de octubre para hacer frente al rescate pedido por los genoveses para liberar al rey Alfonso V el Magnánimo. 
Alfonso V, muy seguro de su fuerza, asedió Gaeta y fue vencido y hecho prisionero junto con los infantes Juan y Enrique y buena parte de la nobleza aragonesa en la batalla de Ponza contra una flota genevesa. El rey y el resto de cautivos fue puesto bajo el cautiverio del duque de Milán, Filippo Maria Visconti. Ante la petición de rescate de 30 000 ducados, la reina María convocó a Cortes Generales para obtener los fondos necesarios. 
Las Cortes se inauguraron el 15 de noviembre de 1435, con la excepcionalidad de que estando el rey cautivo, no podía presidirlas él mismo, se prorrogaron para el 15 de diciembre y finalizaron el 31 de marzo. Durante las sesiones el rey Alfonso V logró atraer a su causa al duque de Milán, y fue liberado; además revocó la Lugartenencia General a la reina, dejando la lugartenencia de Aragón, Valencia y Mallorca a su hermano Juan, rey de Navarra, y la de Cataluña a la reina. Llegado el rey de Navarra a las Cortes, por mandato de su hermano planteó la obtención de un subsidio para proseguir la guerra contra los genoveses, y la transformación de las Cortes Generales en particulares, por lo que se convocaron Cortes aragonesas en Alcañiz, catalanas en Tortosa y valencianas en Morella.
| Predecesor: Cortes de Monzón (1388)              | Cortes Generales de la Corona de Aragón 1435-1436 | Sucesor: Cortes de Fraga (1460)     |
| Predecesor: Cortes de Valderrobres (1429)        | Cortes del Reino de Aragón 1435-1436              | Sucesor: Cortes de Alcañiz (1436)   |
| Predecesor: Cortes de Barcelona (1431)           | Cortes Catalanas 1435-1436                        | Sucesor: Cortes de Barcelona (1436) |
| Predecesor: Cortes de Traiguera-San Mateo (1429) | Cortes del Reino de Valencia 1435-1436            | Sucesor: Cortes de Morella (1436)   |